# Wiho I
Wiho I (ook: Wito) (Leeuwarden 772 - Osnabrück, 20 april 804 of 805) was de eerste bisschop van het nieuwe bisdom Osnabrück. Na zijn dood werd Wiho heilig verklaard. De naam van Wiho betekent strijder.
Wiho werd geboren in Leeuwarden en genoot zijn educatieve vorming in Utrecht. Karel de Grote benoemde hem als eerste bisschop van Osnabrück. Vermoedelijk vond dat plaats in 803. De oprichting van het bisdom Osnabrück vond al omstreeks 780 plaats, maar Karel de Grote bestemde Osnabrück pas in het jaar 800 tot bisschopsstad.
In zijn ambtsperiode werd de domschool in Osnabrück gesticht, de voorganger van het latere Gymnasium Carolinum, een van de oudste scholen van Duitsland.
Zijn rooms-katholieke gedenkdag is 20 april, de dag dat hij stierf. De heilige wordt uitgebeeld als een bisschop met mijter en in zijn hand een model van de kerk van Osnabrück, soms samen met Karel de Grote.
- Gemeinsame Normdatei: 142761281
- Virtual International Authority File: 159951632